# Chương Tử Di
Chương Tử Di (sinh ngày 9 tháng 2 năm 1979) là một nữ diễn viên người Trung Quốc. Được đánh giá là một trong những nữ diễn viên Trung Quốc xuất sắc nhất trong thế hệ của mình, cô là một trong Tứ đại Hoa đán bên cạnh Châu Tấn, Triệu Vy và Từ Tịnh Lôi.
Vai chính đầu tiên của Chương Tử Di là trong phim Đường về nhà (1999). Với vai diễn Ngọc Kiều Long trong Ngọa hổ tàng long (2000) đã đưa Chương Tử Di lên đỉnh cao sự nghiệp. Bộ phim giúp cô thắng giải Tinh thần độc lập cho nữ diễn viên phụ xuất sắc nhất và được đề cử giải BAFTA cho nữ diễn viên phụ xuất sắc nhất. Sau đó, Chương Tử Di tiếp tục đóng vai chính trong những bộ phim như Giờ cao điểm 2 (2001), Anh hùng (2002), 2046 (2004). Với vai diễn trong Thập diện mai phục (2004) và Hồi ức của một geisha (2005), Chương Tử Di nhận được đề cử giải Quả cầu vàng, giải BAFTA và giải SAG cho hạng mục Nữ diễn viên chính xuất sắc nhất.

## Tiểu sử
Chương Tử Di sinh ra và lớn lên ở Bắc Kinh, Trung Quốc trong gia đình có cha là Zhang Yuanxiao, một kế toán còn mẹ là Li Zhousheng làm giáo viên mẫu giáo. Cô cũng có anh trai tên là Zhang Zinan (sinh năm 1973) sau này kết hôn với nữ diễn viên Ân Húc.
Cô bắt đầu học múa từ năm 8 tuổi Năm 11 tuổi, cô theo học khoa múa của Học viện múa Bắc Kinh theo ý của cha mẹ. Khi còn học ở trường, Chương Tử Di không được lòng giáo viên cũng như bạn bè cùng lớp và cô cũng không thích họ đến nỗi còn bỏ trốn khỏi trường. Ở tuổi 15, Chương Tử Di đã giành vô địch giải khiêu vũ trẻ quốc gia và bắt đầu xuất hiện trên các quảng cáo ở Hồng Kông.
Năm 1996, Chương Tử Di chính thức trở thành sinh viên của Học viện Hý kịch Trung ương ở tuổi 17.

## Sự nghiệp

### Bắt đầu sự nghiệp (1999-2000)
Năm 1998, khi vẫn còn đang học tại Học viện hý kịch trung ương, Chương Tử Di đã được đạo diễn Trương Nghệ Mưu mời đóng vai nữ chính trong bộ phim Đường về nhà của ông. Thành công của bộ phim giúp cô đoạt giải Gấu bạc tại Liên hoan phim Berlin năm 2000. Cô giành giải Ảnh hậu Bách Hoa lần thứ 23 nhờ vai diễn đầu tay. Đây cũng là một khởi đầu vững chắc cho sự nghiệp sau này của Chương Tử Di.

### Tham gia đóng phim sử thi võ thuật và tạo bước đột phá tại quốc tế (2000-2006)
Danh tiếng của Chương Tử Di vang rộng trên đấu trường quốc tế nhờ vào bộ phim Ngọa hổ tàng long (2000) với vai diễn Ngọc Kiều Long. Nhờ bộ phim mà cô đã giành được nhiều giải lớn như Giải Hiệp hội phê bình phim Chicago cho Nữ diễn viên mới xuất sắc nhất, Giải Hiệp hội phê bình phim Toronto cho Nữ diễn viên phụ xuất sắc nhất, Giải Tinh thần độc lập cho Nữ diễn viên phụ xuất sắc nhất và đề cử giải BAFTA cho Nữ diễn viên phụ xuất sắc nhất. Mặc dù đã thực hiện nhiều cảnh đánh nhau trong Ngọa hổ tàng long nhưng Chương Tử Di thật sự không biết võ thuật, cô chỉ dựa vào những kỹ năng múa vốn có của mình để bắt chước kung fu.
Bộ phim Mỹ đầu tiên mà Chương Tử Di đóng là Giờ cao điểm 2 (2001), đóng cùng với Thành Long.
Sau đó, Chương Tử Di tiếp tục xuất hiện trong bộ phim Anh hùng của đạo diễn Trương Nghệ Mưu. Trong phim, cô vào vai Như Nguyệt, học trò của Tàn Kiếm (Lương Triều Vỹ đóng). Bộ phim đã thành công về mặt thương mại ở Mỹ, được đề cử giải Oscar và Quả Cầu Vàng cho Phim nước ngoài hay nhất.
Năm 2003, Chương Tử Di đóng vai chính trong Bướm tím, bộ phim được tham gia trình chiếu ở Liên hoan phim Cannes 2003.
Năm 2004, Chương Tử Di trở lại dòng phim võ thuật với bộ phim Thập diện mai phục, cũng được đạo diễn bởi Trương Nghệ Mưu, đóng cùng với Kim Thành Vũ và Lưu Đức Hoa. Để có thể diễn vai nữ chính Tiểu Muội bị mù trong phim, Chương Tử Di đã phải sống 2 tháng như mù thật sự. Bộ phim đã giúp cô được đề cử BAFTA cho Nữ diễn viên chính xuất sắc nhất.
Bộ phim 2046 của Vương Gia Vệ với sự tham gia của nhiều diễn viên nổi tiếng nhất Trung Quốc lúc bấy giờ, Chương Tử Di đã may mắn được đóng nữ chính bên cạnh Lương Triều Vỹ. Cô cũng giành được Giải Hiệp hội phê bình phim Hồng Kông cho Nữ diễn viên chính xuất sắc nhất và Giải điện ảnh Hồng Kông cho Nữ diễn viên chính xuất sắc nhất.
Cô cũng tham gia bộ phim của Nhật Bản là Công chúa Racoon vào năm 2005 của đạo diễn Seijun Suzuki và cũng được trình chiếu tại Liên hoan phim Cannes cùng năm đó.
Cũng trong năm 2005, Chương Tử Di đóng vai chính Sayuri trong bộ phim Mỹ Hồi ức của một geisha cùng với Củng Lợi và Dương Tử Quỳnh. Bộ phim đã gây tranh cãi lớn khi để cho diễn viên Trung Quốc vào vai geisha Nhật Bản. Bộ phim giúp cô được đề cử Giải Quả cầu vàng cho nữ diễn viên phim chính kịch xuất sắc nhất, đề cử Giải BAFTA cho Nữ diễn viên chính xuất sắc nhất và đề cử Giải SAG cho nữ diễn viên chính xuất sắc nhất.
Ngày 27/6/2005, Chương Tử Di nhận lời mời của Viện Hàn lâm Khoa học và Nghệ thuật Điện ảnh (AMPAS), được đứng trong hàng ngũ những người có thể biểu quyết trong việc trao các hạng mục giải Oscar. Tháng 5/2006, Chương Tử Di được chọn là một trong những thành viên ban giám khảo của Liên hoan phim Cannes năm đó.

### 2006-2013
Năm 2007, Chương Tử Di tham gia lồng tiếng cho nhân vật Karai trong bộ phim hoạt hình Mỹ TMNT.

## Danh sách phim

### Phim điện ảnh
| Năm  | Tựa đề                     | Vai                         | Ghi chú                                        |
| ---- | -------------------------- | --------------------------- | ---------------------------------------------- |
| 1996 | Chạm vào vì sao            | Trần Vy                     | Phim đầu tay TV movie                          |
| 1999 | Đường về nhà               | Triệu Địch                  |                                                |
| 2000 | Ngọa hổ tàng long          | Ngọc Kiều Long              |                                                |
| 2001 | Giờ cao điểm 2             | Hồ Lợi                      |                                                |
| 2001 | Thục sơn kỳ hiệp           | Joy                         |                                                |
| 2001 | Musa                       | Công chúa Bu-yong           |                                                |
| 2002 | Anh hùng                   | Như Nguyệt                  |                                                |
| 2003 | Bướm tím                   | Cynthia                     |                                                |
| 2003 | Vợ tôi là gangster 2       | Cameo                       |                                                |
| 2004 | 2046                       | Bạch Linh                   |                                                |
| 2004 | Thập diện mai phục         | Tiểu Muội                   |                                                |
| 2004 | Hoa nhài nở                | Mạc tiểu thư                |                                                |
| 2005 | Công chúa Raccoon          | Công chúa Raccoon           |                                                |
| 2005 | Hồi ức của một geisha      | Chiyo Sakamoto/Sayuri Nitta |                                                |
| 2006 | Dạ yến                     | Uyển Hậu                    |                                                |
| 2007 | TMNT                       | Karai                       |                                                |
| 2008 | Mai Lan Phương             | Mạnh Tiểu Đồng              |                                                |
| 2009 | Horsemen                   | Kristen Spitz               |                                                |
| 2009 | Phi thường hoàn mỹ         | Tô Phi/Sophie               | Đồng sản xuất                                  |
| 2009 | Đại nghiệp kiến quốc       | Cameo                       |                                                |
| 2010 | Together                   | Cameo                       |                                                |
| 2011 | Tình yêu cuộc sống         | Cầm Cầm                     |                                                |
| 2012 | Quan hệ nguy hiểm          | Đỗ Phấn Ngọc                |                                                |
| 2013 | Nhất đại tông sư           | Cung Nhị                    |                                                |
| 2013 | Hương đồng cỏ nội          | Cameo                       |                                                |
| 2013 | Phi thường hạnh vận        | Tô Phi/Sophie               | Đồng sản xuất                                  |
| 2014 | Magic                      | Cecile                      |                                                |
| 2014 | Thái Bình Luân 1           | Vu Trân                     |                                                |
| 2015 | Thái Bình Luân 2           | Vu Trân                     |                                                |
| 2015 | The Wasted Times           |                             |                                                |
| 2016 | Đuổi theo tình yêu         | Tô Nhạc Kì                  |                                                |
| 2016 | Lãng mạn tiêu vong sử      | Tiểu Lục                    |                                                |
| 2017 | Vô luận đông tây           | Vương Mẫn Giai              |                                                |
| 2018 | Hiểm họa trạm không gian   | Linh Tâm                    |                                                |
| 2019 | Chúa tể Godzilla           | Tiến sĩ Chen, Tiến sĩ Ling  |                                                |
| 2019 | The Climbers               | Từ Anh                      |                                                |
| 2021 | My Country, My Parents     | Người mẹ                    | Đóng chính và làm đạo diễn cho phân cảnh "Thơ" |
| 2022 | Avatar: Dòng chảy của nước | Ronal                       | Lồng tiếng Quan thoại                          |
| 2023 | The Volunteers: To the War | Đường Sinh                  |                                                |
| 2024 | She's Got No Name          | Zhan Zhou                   |                                                |

### Phim truyền hình
| Năm  | Phim             | Vai diễn    | Ghi chú |
| ---- | ---------------- | ----------- | ------- |
| 2021 | Thượng Dương Phú | Vương Huyên |         |

## Các giải thưởng
Bài chi tiết: Danh sách giải thưởng và đề cử của Chương Tử Di
- Hạng hai của Nữ diễn viên phụ của L.A. Film Critic's Association với phim Ngoạ hổ tàng long
- Một trong "50 người đẹp nhất" của tạp chí People (2001 và 2005).
- Một trong "101 phụ nữ gợi cảm nhất thế giới" của tạp chí Stuff (2001)
- Xếp thứ hai trong danh sách "100 phụ nữ gợi cảm nhất" (100 Sexiest Women) của tạp chí FHM Đài Loan (2001)
- Một trong "25 ngôi sao sáng giá nhất dưới 25 tuổi" của Teen People Magazine (2001, 2002)